# Andrea Luchesi
Andrea Luchesi (rođen u mjestu Motta di Livenza, 23. prosinca 1741.- Bonn, 21. ožujka 1801.) bio je talijanski skladatelj i orguljaš i razdoblja klasicizma. 
Andrea Luchesi je živio u Veneciji i u Bonu.  Bio je izabran za glavnog dirigenta Bonna (1774.).